# Studený spoj (vstřikování plastů)
Studený spoj (užívané někdy i anglické názvy weld line, knit line nebo meld line) je ve vstřikování plastů spoj ve tvářeném výrobku, v kterém se stýkají dva nebo více proudů materiálu ve formě, v které se výrobek tvářel. Jedná se o vadu výrobku, nedokonalý svar, který se projevuje zeslabením pevnosti na tomto spoji. To je určující především u mechanicky namáhaných výrobků. Riziko lomu je relativně vysoké v ohybu nebo v rázu, v tahu tak značné není. Čím je výrobek tenčí, tím má studený spoj větší vliv na pevnost. Vzhledově se projevuje jako čára na povrchu výrobku v místě spoje. V rámci kvality výrobku se kontroluje její vzhled a průběh.